# 12519 Pullen
12519 Pullen è un asteroide della fascia principale. Scoperto nel 1998, presenta un'orbita caratterizzata da un semiasse maggiore pari a 2,3639429 UA e da un'eccentricità di 0,1946124, inclinata di 1,45362° rispetto all'eclittica.